# Chloe Arnold
Chloe Arnold es una bailarina, actriz, coreógrafo, directora, y productora estadounidense. Es conocida internacionalmente como bailarina de claqué y apareció recientemente en la Temporada 11.ª de FOX es So You Think You Can Dance con su compañía, Chloe Arnold's Syncopated Ladies. 

## Biografía
Como cofundadora del DC Tap Festival, Chloe Arnold empezó su carrera profesional a los 10 años de edad en el grupo de baile de Savion Glover en Washington D. C. que actuaban en The Dance Place, The Kennedy Center en Savion Glober's All Star Tap Revue (protagonizando por Gregory Hines, Los Hermanos Nicholas, y Jimmy Slyde), y en el Broadway Showcase de Frank Hatchet. A los 16 años, fue parte del elenco en la producción de Debbie Allen de Brother's of the Kinght en el Centro Kennedy.  Ha continuado trabajando con Debbie Allen durante una década como intérprete, coreógrafa, directora, y productora. Hoy, Chloe es conocida como unas de las principales mujeres en el claqué. 
Más recientemente, Chloe y su compañía, All-Female Tap Dance Band, ganó la primera Batalla de Baile en So You Think You Can Dance, en FOX, con las Chloe Arnold's Syncopated Ladies.  También lanzó un saludo de claqué a Beyoncé. A partir de que Beyoncé  publicase el vídeo en las redes sociales, el vídeo se convirtió en una sensación viral instantáneamente. Algunos de los recientes créditos de Chloe incluyen un recurrente papel en la serie exitosa de la HBO Boardwalk Empire como una de las Onyx Girl, actuando en el Madison Square Garden para la apertura de temporada de los NY Knicks 2013-2014, trabajando con Beyoncé en las campañas de Pepsi de 2013 y de H&M así como en muchos vídeos musicales, apareció como invitada en America's Got Talent de la NBC, Dancing With The Stars de ABC, y So You Think You Can Dance, de FOX, y Make Your Move 3D, una película de altamente anticipada, el concierto Global Fusion en Dubái con 10 de las mejores músicos del mundo, y actuando con las Chloe's Syncopated Ladies en la Gala Concierto Caabret "One Night Only" de las estrellas, en el Howard Theatre en Washington D. C. Algunos de sus otros créditos de escenario son la críticamente aclamada Charlie's Angels: A Tribute To Charlie Parker, del coreógrafo ganador del Emmy Jason Samuels Smith, coprotagonizó con Tichina Arnold y Robert Torti en Alex in Wonderland, de Debbie Allen, en el Centro Kennedy y Frued Playhouse, e interpretó el musical de claqué moderno Imagine Tap. Ella también coreografió y protagonizó el Número de Apertura de Televisión en directo en 2008 del Teletón Jerry Lewis MDA que recaudó 65 millones de dólares para la Asociación de Distrofia Muscular. Chloe también apareció como invitada y coreografió en otras series de televisión como Los Hermanos García, de Nickelodeon, Time Warp de Discovery Channel, y One on One y Los Parker, de CW. Otros créditos cinematográficos de Chloe incluyen la película de Outkast de HBO/Universal Pictures, Idlewild, y el cortometraje del galardonado Dean Hargrove, Tap Heat. 
Como bailarina solista de claqué, Chloe ha interpretado en más de 21 países y 35 estados incluyendo el Festival de Claqué de Estocolmo, el Festival de Claqué de Taipéi, el Festival Internacional de Claqué de Melbourne, el Tap Reloaded – Stuttgart, Claqué En Rio, Claqué por una cura - Edmonton, Canadá, el Festival Internacional de Claqué Brasileño, la Experiencia de Claqué de Maui, el Festival de Claqué de Uberlandia, el Claqué City – NYC, el Proyecto Ritmo Humano de Chicago, Suela a Suelo – Austin, el Festival de Ritmo Claqué de Carolina del Norte, el Reto del Claqué de Philly, el Festival de Claqué de L.A., el Festival de Claqué de D.C. Como miembro del Anybody Can Get it de Jason Samuels Smith, ha interpretado en el Fall for Dance del City Center, , Sadlers Wells en Londres, Jacob's Pillow, el Museo Getty, Coca, y el Museo de Arte Contemporáneo, Chicago.
Aunque fue admitida en la Universidad de Harvard, Chloe en cambio asistió a Columbia para estudiar Teatro y Cine y para bailar en la Ciudad de Nueva York. Durante sus años en la Universidad de Columbia,  actuó profesionalmente en el Soul Possessed de Debie Allen, en el Centro Kennedy, y en el Teatro Alliance, coprotagonizó en T.A.A.P de Jason Samuels Smith en Nueva York, y fue bailarina en la serie de la AMC TV Cool Women. Ella también enseñó en el Broadway Dance Center y pasó los veranos enseñando baile en el campamento de verano de P. Diddy y en el Instituto de Danza y en la Academia de Debbie Allen Texas y Los Ángeles (respectivamente).
Graduada por la Universidad de Columbia con un grado en Estudios del Cine, la educación de dirección de Chloe continuó por la Directora de Televisión Debbie Allen. Chloe dirigió la segunda unidad de vídeos musicales para el aclamado director Melinaː Tambourine de Eve , Wow de Kylie Minogue, y Help de Lloyd Banks ft. Keri Hilson.  Ella también dirigió Cuerpaso, un vídeo fitness y piloto, el DVD instructor I Love Tap, y vídeos musicales para los artistas independientes Choclatt y Tess.

## Años tempranos
Chloe nació en Washington, D.C..  Empezó a bailar a los 6 años de edad, y realizó su primer trabajo como modelo para la revista PM a los 4 años. A los 12, Chloe protagonizó un documental para Cable Television llamado “Chloe's world”. Chloe era miembro del National Tap Ensemble de Chris Bellou de los 10 a los 13 años de edad, y después en la Taps & Company de Toni Lombre de los 13 a los 18 años donde se entrenó en claqué, ballet, jazz y baile moderno. Durante el instituto, Chloe ganó la medalla de oro del NAACP del Condado de Montgromery en la Competición de Artes. Tocaba el violín en la Orquesta Juvenil de DC, y practicó deportes en el Wheaton High Schoolː fútbol, tenis, atletismo y campo a través. Chloe también sobresalió como estudiante, ganando la Beca Bill Gates Millennium, el premio Proyecto Excelencia, el premio beca Toyota, y la beca Kluge. Chloe se entrenó vigorosamente en la ciudad de Nueva York en baile de claqué con Jason Samuels Smith, Baakari Wilder, Ted Levy, Savion Glover, y también se entrenó en ballet, jazz, hip hop, salsa y bailes africanos. Ella estudió interpretación en la Escuela de Cine de Nueva York, en el Campamento para actores de Bill Duke, y en Uta Hagen, la clase de interpretación de Debbie Allen.

## Otras empresas
En 2009, Chloe lanzó su compañía de producción Chloe & Maud Productions con su hermana de danza Maud, y lanzó su DVD instructor en 2009.  También tiene una línea de ropa: Chloe's Tap Couture - I Love Tap.

## Créditos de intérprete

### Cine
- Make Your Move 3D - (2014)
- Idlewild - Bailarina de claqué (2005)
- Tap Heat - Bailarina de claqué (2004)
- Tap World, Documental - (2015)

### Televisión
- Temporada 11.ª de So You Think You Can Dance - Ganadora de la Batalla de Grupos de Baile (Chloe Arnold's Syncopated Ladies)
- Boardwalk Empire - Papel recurrente como una de las Onyx Girls
- Dancing With The Stars - Invitada estrella con Josh Johnson - Intérprete AT&T Spotlight
- America's Got Talent - Invitada estrella
- Temporada 8ª de So You Think You Can Dance - Invitada estrella con Jason Samuels Smith's Anybody Can Get It
- Teletón de Jerry Lewis MDA (Número de apertura de 2003)
- Time Warp
- The Parkers
- One on One - Cabin Fever
- Los Hermanos García - Two Left Feet
- Cool Women - AMC Docuseries
- Secret Talents of The Stars

### Teatro
- Charlie's Angels: A Tribute To Charlie Parker
- Alex In Wonderland, Coprotagonizado con Robert Torti, Tachina Arnold
- Imagine Tap, Harris Theater en Chicago – 2005
- Brothers of The Knight
- Soul Possessed
- Thank You Gregory
- Charlie’s Angels Tap City, LA Tap Festival, Chicago Human Rhythm
- Tap Roots, Jazz Tap Ensemble en el The Joyce Theater
- Sammy The Musical – Life of Sammy Davis Jr.
- Nacional Tour - The Legacy of Cab Calloway Concert
- Josephine Baker:  A Century in the Spotlight 2006 Barnard

Oct. 2008 – India Jazz Progressions 
- New York Tap Experience – F.I.T. 2009
- Premios de la Revista Dance – 2009
- Dallas Dance council National Tap Dance Day
- We are Lights – Centro de Artes Escénicas White Plains
- Los Premios Oneness – En honor de Michael Jackson
- Conferencia de Hip Hop Oberlin con Talib Kweli y Common

Festivales
- “Tap City” – Nueva York
- Chicago Human Rhythm Project 2005, 2009
- Los Ángeles Tap Festival
- Soul to Sole Festival – Austin Texas Junio de 2006
- Brazilian International Festival – São Paulo, Brasil Otoño 2005, 2006, 2007
- Uberlandia Tap Festival – Minas Gerais, Brasil Mayo de 2009
- Rio Tap Festival – Río de Janeiro enero de 2009
- Melbourne International Tap Festival – Australia 2008
- Tap Reloaded – Stuttgart, Alemania abril de 2009
- Tap Into a Cure – Edmonton, Canadá agosto de 2008
- Black Choreographers Festival – San Francisco Feb. 2006, 2007, 2008
- DC Tap Festival – 2010 – Fundadora y Codirectora
- Taipei Tap Festival, Tap Together – Taiwán 2009
- North Carolina Rhythm Tap Festival – junio de 2009
- Maui Tap Experience – 2007, 2008
- Philly Tap Challenge – junio de 2008, 2009
- Tradition In Tap – Skip Cunningham,  mayo de 2009
- Women in Tap, UCLA 2007
- Anybody Can Get It
- Saddlers Wells – Londres, febrero de 1997
- The Getty – Los Ángeles
- Los Angeles Tap Festival – 2003–2009
- COCA – Centro de Artes Creativas, St. Louis, noviembre de 2009
- Fall for Dance, City Center, octubre de 2006
- Jacob’s Pillow, julio de 2009
- Museo de Arte Contemporáneo de Chicago

## Coreógrafa
Televisión
- Anuncio nacional para Macy's
- The Comeback de HBO
- Teletón de Jerry Lewis (número de apertura)
- The Parkers
- One on One
- Los Hermanos García
- Coreógrafa Asociada - ABC Celebración Estadounidense
- Asistente de Coreógrafo - Talento Secreto de las Estrellas

Cine
- Tap Dreams, Tokyo in production

Teatro
- Alex In Wonderland Associate Choreographer
- Pearl Associate Choreographer
- Thank you Gregory
- Tap City, NYC
- L.A Tap Festival
- Scripps College 2008
- E-moves Harlem Stage @ Aaron Davis Hall 2008
- Take It to The Stage

Productora
- Cuerpaso DVD de fitness
- I Love Tap DVD instructor
- Productora In House para la Academia de Baile Debbie Allen
- Pepito’s Story en el Wadsworth Theater
- Espectáculo Navideño de Henry Mancini – Disney Hall, LA
- Dreams – The Freud Playhouse
- Dancing In The Wings, Freud Playhouse
- Academia de Baile Debbie Allen Baile Hip Hop Intensivo
- Academia de Baile Debbie Allen Los Angeles Tap Festival 2003 - 2006

Directora
- Director de 2.ª unidad de vídeos musicales Melina
- Lloyd Banks - Help
- Kylie Minogue - Wow
- Eve - Tambourine
- Vídeos Musicales Independientes para Choclatt, Tess
- Cuerpaso DVD de fitness y piloto de televisión
- Codirectora de Los Angeles Tap Festival
- Directora del DC Tap Festival
- Codirectora de Take It To The Stage
- I Love Tap DVD instructor